# Quattro (Bianco)
Quattro è il quarto album in studio del cantautore italiano Bianco, pubblicato il 19 gennaio 2018.

## Tracce
1. 30 40 50 – 4:36
2. Felice – 4:03
3. In un attimo – 4:59
4. Fiat – 5:03
5. La persona innamorata – 3:17
6. Ultimo chilometro – 4:01
7. Punk Rock con le ali – 3:30
8. Tutti gli uomini – 3:11
9. Padre – 4:51
10. Filastrocca sui tetti di Ortigia – 3:33
11. Organo Amante – 9:17

Durata totale: 50:21